# 魯達 (圖里西克區)
50°59′38″N 24°18′54″E / 50.99389°N 24.31500°E
魯達（烏克蘭語：Руда），是烏克蘭的村落，位於該國西部沃倫州，由科韋利區負責管轄，面積0.39平方公里，海拔高度192米，人口30，人口密度每平方公里160.21人。